# 重返惡夜魔境/爸爸的小怪獸
〈重返惡夜魔境/爸爸的小怪獸〉（英語：Return to the Nightosphere / Daddy's Little Monster）是《探險活寶》第四季的第5及6集。在卡通頻道2012年4月30日播出。本集以阿寶和老皮為主角。在〈重返惡夜魔境〉，阿寶和老皮發現自己被困在由艾薇爾的父親亨森·阿巴狄爾所統治地獄般的世界，惡夜魔境，他們不記得到這裡的方式。在〈爸爸的小怪獸〉，阿寶和老皮發現，亨森·阿巴狄爾把艾薇爾變成一個巨大的惡魔。兩人挽救艾薇爾。